# Tűzszekrény
A tűzszekrény a gőzmozdonyok gőzkazánjának égéstere. A mozdony állókazánjában helyezkedik el, és ahhoz oldalról támcsavarok, felülről pedig leggyakrabban mennyezetcsavarok rögzítik, és egyben az állókazánt is kimerevíti. A tűzszekrényt így oldalról és felülről víz borítja, amelyet hősugárzásával melegít. Ezt a hőátadási felületet tűzszekrény-fűtőfelületnek, direkt fűtőfelületnek vagy sugárzó fűtőfelületnek is nevezik. Ennek mérete igen fontos, és sokáig nem eléggé elismert jelentőségű volt a kazán teljesítménye szempontjából.
A tűzszekrény részei:

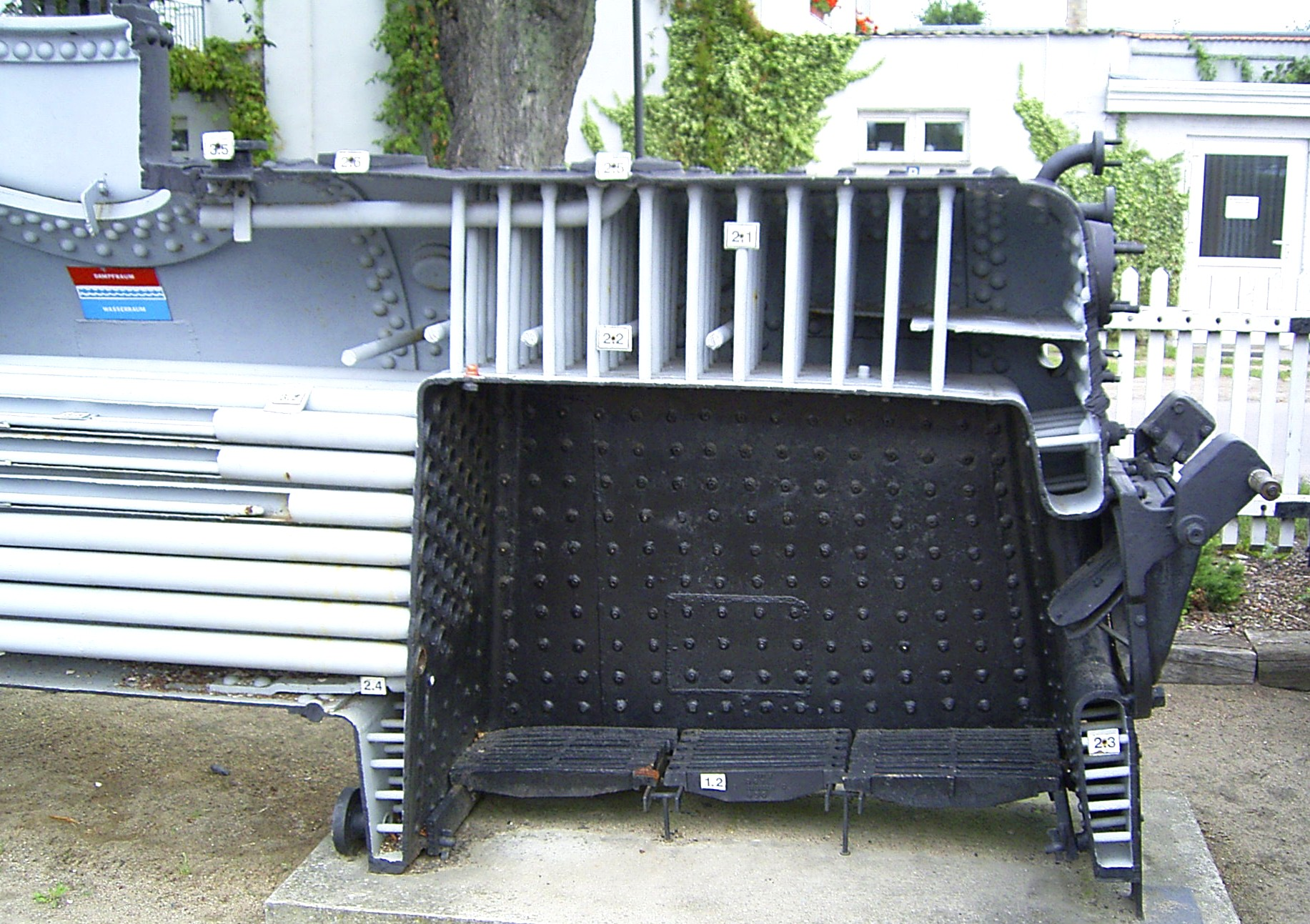
Állókazán és a benne elhelyezett tűzszekrény metszete. A két egység között jól láthatók a mennyezetcsavar- (2.1) és támcsavar-sorok (2.3)

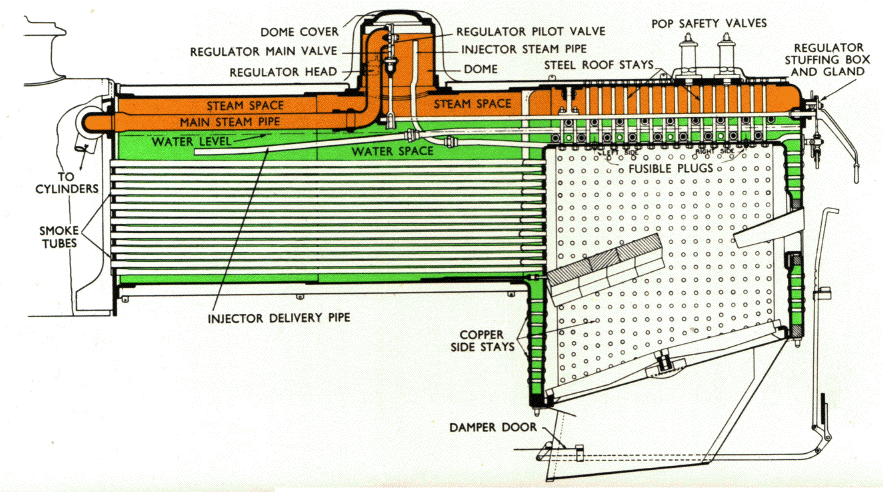
A hengeres hosszkazán mögött elhelyezett állókazán, benne a tűzszekrénnyel a beépített lángboltozattal

- tűzszekrény-mennyezet, amely leggyakrabban vízszintes,
- a tűzszekrény-oldalfalak, amelyek általában egy-egy, egymással párhuzamos függőleges lemezfal,
- az elöl lévő tűzcsőfal, amelyből a füstgázokat elszállító tűz- és füstcsövek indulnak ki,
- a hátul lévő tűzszekrény-ajtófal, amely a tüzelőajtó nyílása is található.

A tűzszekrényeket leggyakrabban sík lemezekből szegecselték, később hegesztették össze. Anyaga régebben kizárólag vörösréz volt, melynek oka a vasnál jobb hővezető képessége, és a hirtelen lehűlésekkel szembeni jobb ellenállóképessége, nagyobb szívóssága volt. A kellő szilárdságot adó rézlemek relatíve nagyobb vastagsága, a réz magas ára, kiemelt hadiipari szerepe, valamint a kénben gazdag szenek esetén a vörösrézlemezeken jelentkező igen erős korrózió miatt azonban már a 20. század elejétől törekedtek a kiváltására. A vasból készült tűzszekrények kezdetben nem voltak megfelelőek: a fent említetteken kívül a merevebb anyagba a megmunkálás során feszültségek, kisebb repedések kerültek. Ezért kerülhetett sor a sík vastűzszekrények mellett/helyett a Brotan-kazánok – főleg hazánkban – szélesebb körű alkalmazására, de az ezzel együtt járó problémák miatt más országokban ez a rendszer nem nyerhetett teret. Végleges megoldást az acélgyártás fejlődése hozott, mely végül a rezet minden tekintetben kiváltani képes megfelelő acéllemezek alkalmazását tette lehetővé.
A mennyezetcsavarok kiváltására az idők során többféle különleges tűzszekrénymennyezet-típust fejlesztettek ki, így többek között:
- Haswell-rendszerű tűzszekrény: a tűzszekrény-mennyezetet hullámos lemezből készült, amely merevebb, mint a síklemez, így kevesebb mennyezetcsavarral elegendő az állókazán-mennyezethez rögzíteni. Hátránya a hullámos lemez nehezebb előállítása, valamint az a tény, hogy teljesen nem küszöböli ki a mennyezetcsavarokat.
- Polonceau-rendszerű tűzszekrény: a tűzszekrény-mennyezet ívelt és keresztirányban elhelyezett U-keresztmetszetű idomokból áll, melyeket felül (a vízzel borított oldalon) egymáshoz szegecselnek. Előnye, hogy teljesen kiküszöböli a mennyezetcsavarokat, hátránya, hogy csak kisebb méretekben alkalmazható, és tömören tartása nehézkes.
- Jacobs–Shupert-rendszerű tűzszekrény: hasonlít az előbbire, de az oldalfalakat is végig az U-elemek alkotják, és nem rézből, hanem acélból készülnek. Az állókazán szintén ilyen elemekből áll és a kettőt a száraknál merevítőlemezek kötik össze, melyek a vízcirkuláció miatt körbe végig vannak lyuggatva.

A tűzszekrényben a 20. század elejétől kezdték használni a lángboltozatot, amely tűzálló anyagból, például samott-téglából készült ernyő, ami a rákfalból nyúlik hátra. Feladata egyrészt a lángok tűzcsövekbe jutásának, ezáltal azok károsodásának megelőzése, másrészt az égéstermékek levegővel való keveredésének fokozása, ezáltal tökéletesebb égés biztosítása.
A tűzszekrényt alulról a rostély határolja.